# Acacia brumalis
Acacia brumalis é uma espécie de leguminosa do gênero Acacia, pertencente à família Fabaceae.